# Aconitum stylosoides
Aconitum stylosoides är en ranunkelväxtart som beskrevs av Wen Tsai Wang. Aconitum stylosoides ingår i släktet stormhattar, och familjen ranunkelväxter. Inga underarter finns listade i Catalogue of Life.